# 天廚一
天龍座δ，又名BD+67 1129，HD 180711、SAO 18222、HR 7310，是天龍座的一颗恒星，视星等为3.07，位于銀經98.65，銀緯23，其B1900.0坐标为赤經19h 12m 31.9s，赤緯+67° 23′ 8″。